# Попелястий погонич
Попелястий погонич (Mustelirallus) — рід журавлеподібних птахів родини пастушкових (Rallidae). Включає 4 види. Поширений у Центральній і Південній Америці.

## Види
- Пастушок колумбійський (Mustelirallus colombianus)
- Пастушок золотодзьобий (Mustelirallus erythrops)
- Погонич попелястий (Mustelirallus albicollis)
- Погонич кубинський (Mustelirallus cerverai)